# Fiat 10 HP
La Fiat 10 HP est un véhicule de tourisme construit par le constructeur automobile turinois Fiat. Elle reprend les caractéristiques techniques de la Fiat 6 HP et conserve notamment le moteur 2 cylindres en ligne de 1 082 cm3 qui développe désormais 10 ch. Elle est habillée d'une carrosserie Alessio.